# Johannes Tews
Johannes Tews (* 19. Juni 1860 in Heinrichsfelde bei Dramburg; † 28. Juni 1937 in Berlin) war ein deutscher Pädagoge und Erwachsenenpädagoge.

## Leben
Johannes Tews engagierte sich in der Gesellschaft für Verbreitung von Volksbildung in Berlin und als pädagogischer Schriftsteller. Ab 1890 war er für den Deutschen Lehrerverein (DLV) tätig. Er trat für eine durchgehend akademische Lehrerbildung und die Einheitsschule vom Kindergarten bis zur Hochschule ein. Tews unterstützte die Einrichtung von „Volksbüchereien“ in allen Städten, die Ende des 19. Jahrhunderts als „Bücherhallen“ bezeichnet wurden. Von 1891 bis 1933 war Tews Geschäftsführer der „Gesellschaft zur Verbreitung von Volksbildung“. Für Tews sollte ein „Volksbildner“

„keine verkleinerte Ausgabe des Hochschullehrers, kein halber oder Viertelgelehrter und Kunstkenner, sondern … ein Lehrer von größtem äußeren Ausmaß und reichster innerer Vollendung [sein].“

Für ihn standen bereits damals die Teilnehmer im Mittelpunkt. Der Volksbildner war für ihn verantwortlich für die gelungene Wissensvermittlung. Tews stellte „zehn Gebote“ für den Volksbildner auf.
1930 erhielt Tews (auf Initiative von Konrat Ziegler) die philosophische Ehrendoktorwürde der Universität Greifswald.
Seine Asche wurde auf dem Urnenfriedhof am Ruheplatz in Berlin-Wedding beigesetzt. Im Berliner Ortsteil Nikolassee ist eine Straße und eine Grundschule nach ihm benannt. Viele weitere Schulen tragen ebenfalls seinen Namen.

## Schriften
- Volksbibliotheken. Langensalza 1894.
- Schulkompromiss, konfessionelle Schule, Simultanschule. Ein Aufruf an alle bildungsfreundlichen Kreise unseres Volkes. Berlin-Schöneberg 1904.
- Berliner Lehrer. Berlin um 1907 (Großstadt-Dokumente 20); zlb.de
- Grundzüge der deutschen Schulgesetzgebung. Eine Prüfung und Beurteilung der Grundsätze und der wichtigsten Bestimmungen der deutschen Volksschulgesetze. Leipzig 1913.
- 50 Jahre deutscher Volksbildungsarbeit. Festschrift zum 50jährigen Bestehen der Gesellschaft für Volksbildung. Leipzig 1921 (im Auftrage des Hauptausschusses und des Vorstandes der Gesellschaft). urn:nbn:de:101:1-201704094748